# Monte Wuyi
Situado no norte da província de Fuquiém, China, o Monte Wuyi atinge 650 metros de altitude. Esta região é muito conhecida pelo chá Wuyi Yancha.
O budismo foi introduzido no século XVIII e, a partir do século XI, entrou numa fase muito próspera. 
Além disso, foi na Montanha Wuyi que nasceu o "Pensamento Zhuzi", desenvolvido a partir do pensamento de Confúcio e conhecido mundialmente como pós-confucionismo. Entre o século XIII e o início do século XX, o Pensamento Zhuzi prevaleceu nas cortes imperiais e penetrou na vida social chinesa e na Ásia Oriental e no Sudeste Asiático. O autor do pensamento Zhu Xi passou a viver na Montanha Wuyi aos 14 anos onde ficou por mais de uma década, tendo escrito muitos poemas e formado outros discípulos. 
A Montanha Wuyi foi incluída pela Unesco na lista dos Patrimónios Mundiais em Dezembro de 1999.

## Fauna e Flora

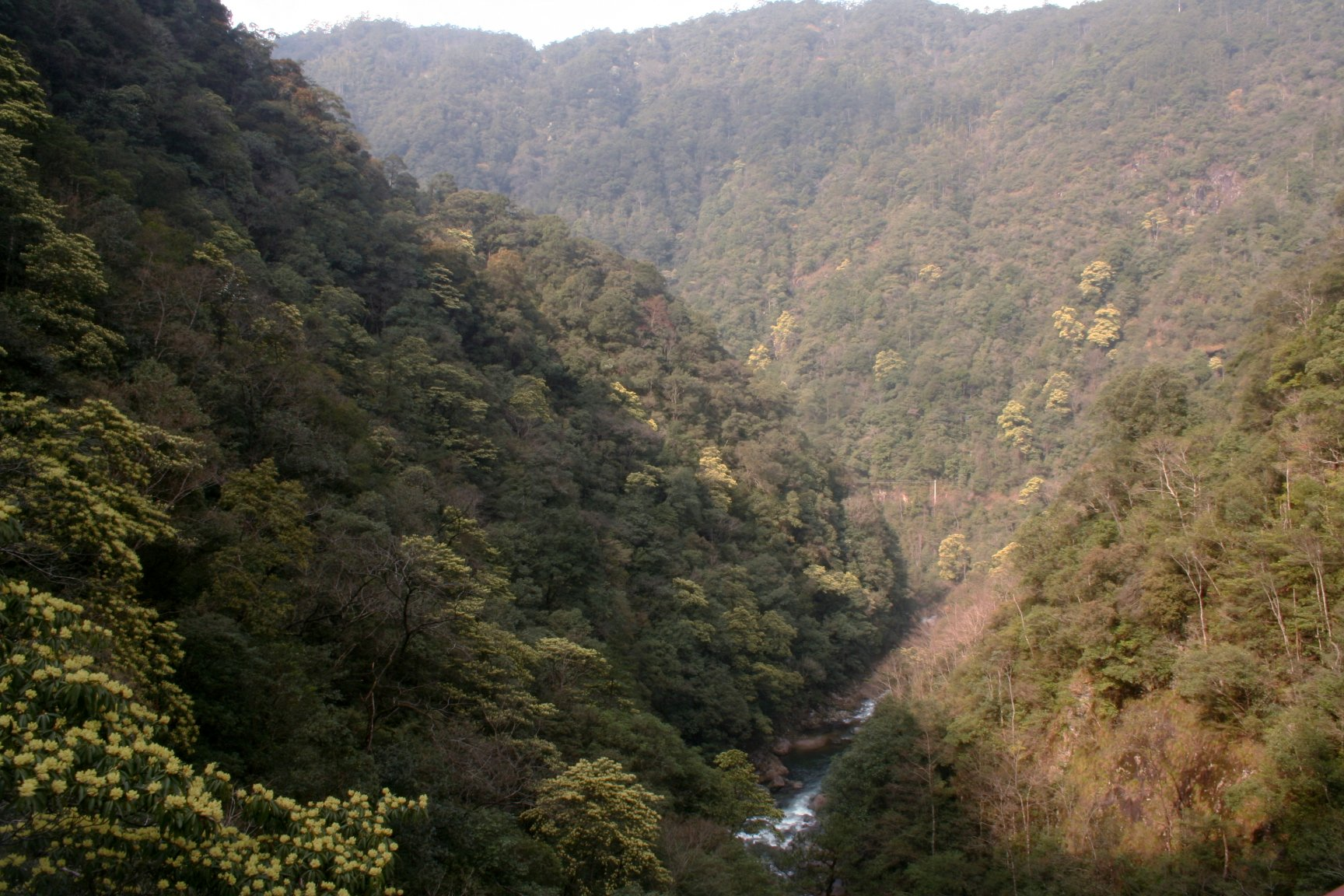
Florestas na reserva natural do Monte Wuyi

A Montanha Wuyi é coberta por florestas primitivas sub-tropicais, razão pela qual, ela tornou-se um refúgio de faunas e floras silvestres, com 3728 espécies de plantas e 5110 de animais silvestres.
Guadun é um vale com 1300 metros de altitude e 500 metros de extensão. Em 1873, um padre francês conhecido como David passou por lá e coletou amostras de uma série de pássaros e animais mamíferos, difundindo Guadun. Daí por diante, ingleses, americanos e alemães chegaram uns após outros. Num período de mais de cem anos, foram descobertas mais de 600 novas espécies de animais na região da Montanha Wuyi, e, só em Guadun, foram catalogadas 62 espécies de animais de colunas vertebrais. 
A Montanha Wuyi também é o reino dos insectos com 4635 espécies já registradas e designadas, das quais, mais de 200 de borboletas. Segundo os dados, das 12 amostras de um tipo de borboleta, 11 saíram da Wuyi. Dazufeng, um bambuzal dentro da montanha, constitui o habitat de insetos. Segundo se informou, especialistas estrangeiros têm colecionado milhões de amostras, das quais, mais de cem novas espécies. Dentro das 32 séries de insetos, 31 são de Wuyi. Para especialistas, Wuyi é o tesouro de insetos.

## Ligações Externas
- (em inglês) Unesco - Monte Wuyi